# Macrosia fumeola
Macrosia fumeola är en fjärilsart som beskrevs av Walker 1854. Macrosia fumeola ingår i släktet Macrosia och familjen björnspinnare. Inga underarter finns listade i Catalogue of Life.